# Tamiops mcclellandii
Tamiops mcclellandii е вид бозайник от семейство Катерицови (Sciuridae). Видът не е застрашен от изчезване.

## Разпространение и местообитание
Разпространен е в Бутан, Виетнам, Индия, Камбоджа, Китай, Лаос, Малайзия, Мианмар, Непал и Тайланд.
Обитава гористи местности, градини, храсталаци и плантации.

## Описание
Популацията на вида е стабилна.